# Scarface: The World Is Yours

Scarface: The World Is Yours er et videospil udviklet af Radical Entertainment og udgivet af Vivendi Universal Games. Spillet er lavet af filmen Scarface, og er baseret på hovedpersonen Tony Montana.